# Florea Dumitrache
Florea Dumitrache (Bucarest, 22 maggio 1948 – Bucarest, 26 aprile 2007) è stato un calciatore rumeno, di ruolo attaccante.

## Carriera

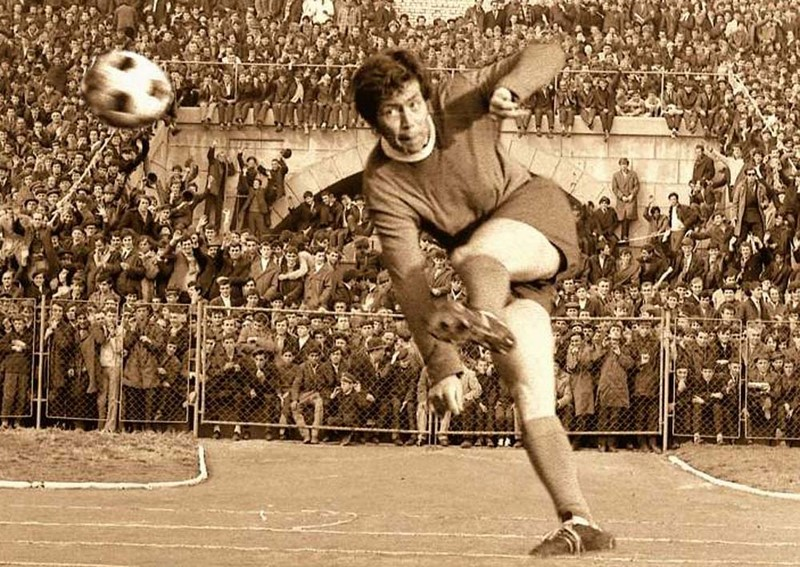
Dumitrache in azione nel 1975

### Club
Fece il suo esordio in Divizia A con la Dinamo Bucarest nel 1965, rimanendo nella squadra della capitale per undici stagioni, durante le quali vinse tre titoli nazionali (1971, 1973 e 1975) e una Coppa di Romania (1968). Durante la militanza nella Dinamo vinse per due volte la classifica dei cannonieri, nel 1969 con 22 reti e nel 1971 con 15 reti.

### Nazionale
In Nazionale ha collezionato 31 presenze con 15 reti; particolarmente significativa la sua partecipazione ai Mondiali 1970 di Città del Messico dove disputò le tre gare della prima fase, mettendo a segno 2 delle 4 reti segnate dalla Romania, giunta terza nel girone e pertanto eliminata.

## Palmarès

### Club
- Campionato rumeno: 3

Dinamo Bucarest: 1970-1971, 1972-1973, 1974-1975
- Coppa di Romania: 1

Dinamo Bucarest: 1967-1968

### Individuale
- Calciatore rumeno dell'anno: 2

1968, 1969
- Capocannoniere del campionato rumeno: 2

1968-69 (22 gol), 1970-71 (15 gol)